# Новый Уоян (станция)
Но́вый Уоя́н — станция Северобайкальского региона Восточно-Сибирской железной дороги на Байкало-Амурской магистрали (1242 километр).
Находится в посёлке городского типа Новый Уоян Северо-Байкальского района Бурятии. Связана пригородным сообщением с городом Северобайкальском.
Станция названа по посёлку, который, в свою очередь, назван новым по старому эвенкийскому селу Уоян. Станцию строили литовские строители, архитектор Г. Шимайтис спроектировал вокзал с акцентом на пассажирском зале, перекрытом клееными деревянными конструкциями, покрытыми черепицей.

## Дальнее следование по станции

### Круглогодичное движение поездов
| № поезда | Маршрут движения   | № поезда | Маршрут движения   |
| -------- | ------------------ | -------- | ------------------ |
| 75       | Нерюнгри — Москва  | 76       | Москва — Нерюнгри  |
| 97       | Тында — Кисловодск | 98       | Кисловодск — Тында |

### Сезонное движение поездов
| № поезда | Маршрут движения | № поезда | Маршрут движения |
| -------- | ---------------- | -------- | ---------------- |
| 235      | Тында — Анапа    | 236      | Анапа — Тында    |

## Пригородное сообщение по станции
| № поезда | Маршрут движения                  | № поезда | Маршрут движения                  |
| -------- | --------------------------------- | -------- | --------------------------------- |
| 6375     | Кюхельбекерская — Северобайкальск | 6376     | Северобайкальск — Кюхельбекерская |
| 6371     | Новый Уоян — Северобайкальск      | 6372     | Северобайкальск — Новый Уоян      |